# Lloyd Hughes
Lloyd Hughes (Bisbee, 21 ottobre 1897 – San Gabriel, 6 giugno 1958) è stato un attore statunitense.

## Vita e carriera
Nato a Bisbee, Arizona, Lloyd Hughes frequentò il Los Angeles Polytechnic School in California. Intrapresa la carriera di attore, il suo gradevole aspetto fisico e la sua bravura di interprete gli consentirono di ottenere molti riconoscimenti. Il suo primo ruolo come protagonista fu al fianco di Mary Pickford in Tess of the Storm Country (1922). Tra gli altri film in cui apparve, da ricordare L'amore non muore mai (1921), al fianco di Madge Bellamy e Il mondo perduto (1925) con Wallace Beery e Bessie Love. 
Hughes passò senza difficoltà al cinema sonoro e lavorò come attore fino alla fine degli anni trenta, recitando in numerose pellicole come Moby Dick, il mostro bianco (1930), accanto a John Barrymore.
Hughes sposò l'attrice Gloria Hope, conosciuta sul set di Tess of the Storm Country (1922). La coppia ebbe due figli, Donald e Isabel. L'attore morì nel 1958 e venne sepolto nel Forest Lawn Memorial Park di Los Angeles, California.

## Filmografia

### Anni dieci
- Love Me, regia di Roy William Neill (1918)
- Old Wives for New', regia di Cecil B. DeMille (1918)
- Impossible Susan, regia di Lloyd Ingraham (1918)
- The Heart of Humanity, regia di Allen Holubar (1918)
- The Indestructible Wife, regia di Charles Maigne (1919)
- Satan Junior, regia di Herbert Blaché, John H. Collins (1919)
- La svolta della strada (The Turn in the Road), regia di King Vidor (1919)
- The Haunted Bedroom, regia di Fred Niblo (1919)
- An Innocent Adventuress, regia di Robert G. Vignola (1919)
- The Virtuous Thief, regia di Fred Niblo (1919)
- Dangerous Hours, regia di Fred Niblo  (1919)

### Anni venti
- The False Road, regia di Fred Niblo (1920)
- Below the Surface, regia di Irvin Willat (1920)
- Homespun Folks, regia di John Griffith Wray (1920)
- Beau Revel, regia di John Griffith Wray (1921)
- Mother o' Mine, regia di Fred Niblo (1921)
- L'amore non muore mai (Love Never Dies), regia di King Vidor (1921)
- Contro corrente (Hail the Woman), regia di John Griffith Wray  (1921)
- Tess of the Storm Country, regia di John S. Robertson (1922)
- Scars of Jealousy, regia di Lambert Hillyer (1923)
- Are You a Failure?, regia di Tom Forman (1923)
- Children of the Dust, regia di Frank Borzage (1923)
- The Huntress, regia di John Francis Dillon e Lynn Reynolds (1923)
- Her Reputation, regia di John Griffith Wray (1923)
- The Old Fool, regia di Edward D. Venturini (1923)
- The Judgment of the Storm, regia di Del Andrews (1924)
- The Heritage of the Desert, regia di Irvin Willat (1924)
- Untamed Youth, regia di Émile Chautard (1924)
- The Whipping Boss, regia di J.P. McGowan (1924)
- The Sea Hawk, regia di Frank Lloyd (1924)
- Welcome Stranger, regia di James Young (1924)
- In Every Woman's Life, regia di Irving Cummings (1924)
- The Dixie Handicap, regia di Reginald Barker (1924)
- If I Marry Again, regia di John Francis Dillon (1925)
- Il mondo perduto (The Lost World), regia di Harry Hoyt (1925)
- Sally, regia di Alfred E. Green (1925)
- Déclassée, regia di Robert G. Vignola (1925)
- The Desert Flower, regia di Irving Cummings (1925)
- The Half-Way Girl, regia di John Francis Dillon (1925)
- Scarlet Saint, regia di George Archainbaud (1925)
- Irene, regia di Alfred E. Green (1926)
- High Steppers, regia di Edwin Carewe (1926)
- Ella Cinders, regia di Alfred E. Green (1926)
- Pals First, regia di Edwin Carewe (1926)
- Forever After, regia di F. Harmon Weight (1926)
- Ladies at Play, regia di Alfred E. Green (1926)
- Valencia, regia di Dimitri Buchowetzki (1926)
- La stella del Royal Palace (An Affair of the Follies), regia di Millard Webb (1927)
- Too Many Crooks, regia di Fred C. Newmeyer (1927)
- Il capitano degli Ussari (The Stolen Bride), regia di Alexander Korda (1927)
- The American Beauty, regia di Richard Wallace (1927)
- No Place to Go, regia di Mervyn LeRoy (1927)
- Sailors' Wives, regia di Joseph Henabery (1928)
- Three-Ring Marriage, regia di Marshall Neilan (1928)
- Heart to Heart, regia di William Beaudine (1928)
- Vendetta d'oriente (Where East Is East), regia di Tod Browning (1929)
- L'isola misteriosa (The Mysterious Island), regia di Benjamin Christensen, Lucien Hubbard, Maurice Tourneur  (1929)
- Acquitted, regia di Frank R. Strayer (1929)

### Anni trenta
- Moby Dick, il mostro bianco (Moby Dick), regia di Lloyd Bacon (1930)
- Ecco l'amore! (Love Comes Along), regia di Rupert Julian (1930)
- The Deceiver, regia di Louis King (1931)
- A Private Scandal, regia di Charles Hutchison (1931)
- A Man Betrayed, regia di John H. Auer (1936)
- Blake of Scotland Yard, regia di Robert F. Hill (1937)